# Charles Fox Burney
Charles Fox Burney (4 tháng 11 năm 1868 – 15 tháng 04 năm 1925) là nhà nghiên cứu Kinh Thánh tại đại học Oxford, Anh. Ông có con gái là Venetia Burney.

## Tiểu sử
Ông là con trai của Charles Burney, thư ký trưởng phát lương Hải quân Hoàng Gia, và vợ Eleanor Norton, con gái của W. A. Norton, hiệu trưởng Alderton và Eye, Suffolk. Ông theo học tại trường Thương nhân Taylor, Northwood và trường Cao đẳng Thánh John, Oxford.